# Pasar Kota
Pasar Kota is een bestuurslaag in het regentschap Indragiri Hulu van de provincie Riau, Indonesië. Pasar Kota telt 700 inwoners (volkstelling 2010).